# トゥモローランド (企業)
株式会社 トゥモローランド（TOMORROWLAND Co., Ltd.）は、東京都渋谷区恵比寿西2丁目に本社を置き、ウィメンズ・メンズウエア、服飾雑貨、アクセサリーなどの企画、生産、販売、卸売、輸入業務、飲食店などを経営する事業者。また、同社のセレクトショップ及びブランドの名称でもある。

## 概要
トゥモローランドは衣料品や服飾雑貨の企画・生産・販売、卸売、および輸入業務を行っているアパレル企業である。
人気のセレクトショップであり日本独自のブランドでもある。ブランドの基本コンセプトはシンプルなデザインのファッションが中心でそれが評価されている。セレクトショップとしても評価が高く様々な高品質のファッション商材を揃えている。
また、品格があり垢抜けたファッション性が特徴であり、トゥモローランドのセンスで各国からセレクトした商品と自社独自ブランドともに上質なアイテムが揃っていると言われている。トゥモローランドの想定する主な購買層は30代から40代であり、他のセレクトショップと比較すると顧客の年齢層は高めで、商品の価格も他のセレクトショップと比較すると高めな設定になっている。東京丸の内再開発の際に三菱地所が目玉プロジェクトとして「カバン ド ズッカ（CABANE de ZUCCa）」の出店を決め、第二弾として日本中の百貨店や都市型の大型商業施設から出店の依頼が届くトゥモローランドの誘致を行った。
アパレル事業の他に飲食店の経営も行っており、アパレルと飲食事業を含めて12形態の店舗による事業の多角化を行っている。
またトゥモローランドの将来を考えて中国やヨーロッパやタイの工場との今までの関係を重視したうえで、現社長の佐々木裕平は一層の協業を前向きに考えている。海外との取引に前向きなのは前社長の佐々木啓之が横浜出身で、他国の人々との交流があったことに゙起因すると息子で現社長の佐々木裕平は語っている。また、日本の人口減少にも危機感を抱いており、グローバルな展開が必要であるとも語っている。
THE WORLDFOLIOのインタビュー対して佐々木社長は競合他社との差別化戦略について
と語り、続けて
とも語っている。

## 沿革
トゥモローランドはアパレルメーカーとして1978年に設立され、1982年に女性向けブランドの「Ballsey（ボールジィー）」「MACPHEE（マカフィー）」を発売開始した。
1987年には現在まで続く基幹ブランドの「TOMORROWLAND」の展開を開始した。
1990年には初の女性向けセレクトショップであり、フレンチシックでトラディショナルな雰囲気を基本にしながらも、モード感を取り入れたきれいめ（派手な色・奇抜なデザインがなく、清潔感がありキチンとした印象なコーディネート）が特徴の「DES PRES（デ・プレ）」の展開を開始した。
2002年にセレクトショップでもありオリジナルブランドでもある「Edition（エディション）」を大阪梅田イーマに開店した。「Edition」の基本コンセプトはミリタリー系、ワークスタイル、スポーティといった紳士カジュアルウエアの基本を主題にしており、シンプルで定番的でありながらも現代風なアイテムを取り揃えることを目指している。その後、は京都、表参道ヒルズ、丸の内、ルミネ新宿、池袋、名古屋、神戸に店舗を展開した。
また「BACCA（バッカ）」等の幾つかのブランドを発表している。
2009年には、ドリス・ヴァン・ノッテン（DRIES VAN NOTEN）と提携しトゥモローランドが旗艦店の運営を担った
。また、同年5月には「LAND OF TOMORROW」を青山に出店し、同年9月には「LAND OF TOMORROW」を丸の内に出店した。「LAND OF TOMORROW」は国内外のブランドウエア、雑貨を取り扱うショップである。
2010年にはソレイアードと提携し販売シェアを拡大している。
2012年にイザベル・マランとの協業による「ISABEL MARANT TOKYO」を表参道に開店した
。
ファッション事業の拡大展開だけでなく2015年にはグルメバーガーショップ「BAREBURGER（ベアバーガー）」を開業し飲食事業の展開も開始した。
2018年9月にはブランドショップのキャバン（CABaN）1号店を代官山店を開店した。（1号店は2023年1月29日に閉店し、その後はキャバン丸の内店とキャバンニュウマン新宿店で商品等の問い合わせを受け付けている）
。
2020年「LAND OF TOMORROW」を心斎橋パルコに出店した。「LAND OF TOMORROW」の西日本唯一の店舗である。
2022年6月に日常使いのできるカジュアルウェアや、フォーマルに最適なドレスウェア、ライフスタイルグッズを取り揃えた、コンセプトストア「THE STORE TOMORROWLAND」が大阪阪急メンズ大阪に開店した。同年7月31日にイザベル・マラン表参道店とニュウマン新宿店の営業終了を発表した。また、BAREBURGER 自由が丘店も同日をもって閉店することを発表した。
2023年には新ブランド＜MAISON et VOYAGE＞が発表され、1号店となる麻布台ヒルズ店が開店した。高い品質の仕立てのオリジナルウェアを中心に、世界からチョイスしたブランドやヴィンテージ製品を販売し、成人男性の嗜好を充足させる店舗をコンセプトにしている。「メゾン・エ・ヴォヤージュ」は佐々木社長を中心にした8人の開発チームによって作り上げられた。
2025年1月に2009年からトゥモローランドが運営していたドリス・ヴァン・ノッテンを閉店した。

## 年表
|  | 1978年 | 株式会社トゥモローランド設立を設立する。 |
|  | 1982年 | 女性用ブランド「BALLSEY」と「MACPHEE」を発表した。 |
|  | 1983年 | 初の直営1号店「BALLSEY」と「MACPHEE」を開店した。 |
|  | 1985年 | ライフスタイルブランドである「GALERIE VIE」を発表し、自由が丘に１号店を開店した。 また、横浜元町に生活雑貨とレストランを併設した店舗の「GALERIE VIE」開店した。 |
|  | 1987年 | 紳士ブランドの「TOMORROWLAND」を発表した。そして青山に１号店を開店した。 |
|  | 1992年 | 日本初の女性向けセレクトショップの「DES PRÉS」を開業した。 |
|  | 1994年 | 京都高島屋にオープンカフェを併せ持つセレクトショップの「TOMORROWLAND」を開店した。 |
|  | 1994年 | 有楽町西武に都内百貨店初のショップインショップである「TOMORROWLAND」を開店した。 |
|  | 1997年 | 女性向けブランドの「TOMORROWLAND collection」を発表した。 |
|  | 2000年 | 紳士用・女性用の専門店である「TOMORROWLAND」丸の内に開店した。 |
|  | 2001年 | 紳士向けショップインショップを「TOMORROWLAND」新宿伊勢丹に出店した。 ZERO LANDMINE（地雷撲滅運動）キャンペーンに参加した |
|  | 2002年 | 独自のブランドである「Edition」「BACCA」を発表した。新しいコンセプトショップ「Edition」を開店した。 |
|  | 2004年 | 新しい営業形態の路面店である「TOMORROWLAND 渋谷本店」を開店した。 『Nathalie Lecroc「小さなバッグのアンソロジー」展 （トゥモローランドホームページHISTORYより引用）』を開催した。                                                                                                |
|  | 2009年 | 「DRIES VAN NOTEN」の旗艦店を青山に開店した。 新しい営業形態の「LAND OF TOMORROW」を丸の内に開店した。 |
|  | 2010年 | 南仏のプロヴァンスのプリントブランドである「SOULEIADO」を発表した。 |
|  | 2011年 | ｢SUPER A MARKET」を青山に開店した｡ カリフォルニアのライフスタイルブランド「JAMES PERSE」青山に開店した｡ |
|  | 2012年 | フランスのパリ出身のイザベル・マランと協業を開始した。 |
|  | 2013年 | 新営業形態の店舗である「maison TOMORROWLAND」を新宿伊勢丹に出店した。 |
|  | 2015年 | ニューヨークのグルメバーガーショップ「BAREBURGER」を、自由が丘に開店した。 「TOMORROWLAND MARUNOUCHI」を改装した。 |
|  | 2018年 | 独自ブランドの「CABaN」を発表した｡合わせて｢CABaN 代官山店」を開店した。 |
|  | 2019年 | 「TOMORROWLAND 渋谷スクランブルスクエア店」を開店した。 「SUPER a MARKET」2号店を開店した。 |
|  | 2020年 | 新たなコンセプトの店舗である「LAND OF TOMORROW」を心斎橋パルコに開店した。 |
|  | 2021年 | 「TOMORROWLAND .B」が登場した。コンセプトは『私のクローゼットにいつまでも残る "感じる服"。（トゥモローランドホームページHISTORYより引用）』である。 |
|  | 2022年 | コンセプトストア「THE STORE TOMORROWLAND」を阪急メンズ大阪にオープン｡ 女性が自分らしいファッションを楽しむためのを基本とする店舗の「B Edition」を開店した。7月にイザベル・マラン表参道店とニュウマン新宿店を閉店した。また、ベアバーガー自由が丘店も閉店した。                   |
|  | 2023年 | 創業からのコンセプトである “暮らし” を提唱するホームコレクションブランドの「TOMORROWLAND HOME」を発表した。 また、独自ブランドの「MAISON et VOYAGE」を発表した。仕立ての良いアイテムを軸に、遊び心ある紳士のスタイルを提案する｢MAISON et VOYAGE 麻布台ヒルズ店」をオープンした。 |
|  | 2025年 | DRIES VAN NOTEN閉店。 |

## 展開ブランド
- BACCA[26]
- Ballsey[7][11]
- BAR & GRILL[55]
- CABaN[35]
- DES PRÉS[44]
- DRIES VAN NOTEN[7]（2025年1月、店舗閉店[41][42]）
- Edition[7]
- GALERIE VIE[7]
- JAMES PERSE[9]
- LAND OF TOMORROW[9]
- MACPHEE[7]
- MAISON et VOYAGE[5][39]
- PILGRIM 19th CLUB[56]
- SOULEIADO[31]
- SUPER A MARKET[48]
- SUPER dot MARKET[57]
- TOMORROWLAND[58]
- TOMORROWLAND .B[59]
- TOMORROWLAND collection[7]
- TOMORROWLAND HOME[54]

## 展開店舗
店舗は、これまで日本各地の百貨店やファッションビルを中心に順次出店が進められ、現在、北は旭川市から南は鹿児島市までにわたる。店舗数の、半数が関東地方（東京都を含む）に集まっている。
| 店舗名              | 北海道・東北 | 関東 | 北陸・信越 | 東海 | 近畿 | 中国 | 四国 | 九州 | 合計 |
| TOMORROWLAMD        | 6            | 33   | 4          | 4    | 12   | 4    | 2    | 7    | 72   |
| CABAaN              |              | 8    |            |      | 1    |      |      |      | 9    |
| GALERIE VIE         |              | 5    |            |      | 2    |      |      | 1    | 8    |
| TOMORROWLAMD outlet |              | 3    | 1          | 2    | 1    |      |      |      | 7    |
| DES PRÉS            | 1            | 4    |            | 1    |      |      |      |      | 6    |
| Edition             |              | 2    |            | 1    | 3    |      |      |      | 6    |
| JAMES PERSE         |              | 4    |            | 1    |      |      |      |      | 5    |
| SUPER A MARKET      |              | 2    |            |      | 1    |      |      |      | 3    |
| Land Of Tomorrow    |              | 1    |            |      | 1    |      |      |      | 2    |
| B Edition           |              | 1    |            |      |      |      |      |      | 1    |
| BAR & GRILL         |              | 1    |            |      |      |      |      |      | 1    |
| DRIES VAN NOTEN     |              | 1    |            |      |      |      |      |      | 1    |
| MAISON et VOYAGE    |              | 1    |            |      |      |      |      |      | 1    |
| PILGRIM 19th CLUB   |              | 1    |            |      |      |      |      |      | 1    |
| SUPER dot MARKET    |              | 1    |            |      |      |      |      |      | 1    |
| 合計                | 7            | 68   | 5          | 8    | 22   | 4    | 2    | 8    | 124  |

（注1　『DRIES VAN NOTEN』は2025年1月に閉店になっているが公式ホームページの情報を使用した。）
（注2　2025年1月時点）（店舗数及び地域区分は同社ウェブページを参照した。）

## 関連企業
株式会社ティ・エム・エル
株式会社リステア

## 本社所在地
- 本社

〒150-8448　東京都渋谷区恵比寿西1-32-18
TEL 03-5456-1055（代表）
- 代官山オフィス[3]

〒150-0021　東京都渋谷区恵比寿西1-26-15
- 広尾オフィス[3]

〒150-0012　東京都渋谷区広尾2-13-15
- 関西オフィス[3]

〒530-0011　大阪府大阪市北区大深町4-20 グランフロント大阪タワーA 12F